# Ver-lès-Chartres
Ver-lès-Chartres és un municipi francès, situat al departament de l'Eure i Loir i a la regió de Centre – Vall del Loira. L'any 2007 tenia 770 habitants.

## Demografia

### Població
El 2007 la població de fet de Ver-lès-Chartres era de 770 persones. Hi havia 290 famílies, de les quals 60 eren unipersonals (28 homes vivint sols i 32 dones vivint soles), 101 parelles sense fills, 117 parelles amb fills i 12 famílies monoparentals amb fills.
La població ha evolucionat segons el següent gràfic:
Habitants censats

### Habitatges
El 2007 hi havia 311 habitatges, 294 eren l'habitatge principal de la família, 9 eren segones residències i 8 estaven desocupats. 309 eren cases i 1 era un apartament. Dels 294 habitatges principals, 269 estaven ocupats pels seus propietaris, 18 estaven llogats i ocupats pels llogaters i 6 estaven cedits a títol gratuït; 7 tenien dues cambres, 29 en tenien tres, 62 en tenien quatre i 196 en tenien cinc o més. 249 habitatges disposaven pel capbaix d'una plaça de pàrquing. A 105 habitatges hi havia un automòbil i a 173 n'hi havia dos o més.

### Piràmide de població
La piràmide de població per edats i sexe el 2009 era:
| Homes | Edats   | Dones |
| ----- | ------- | ----- |
| 0     | 95 o +  | 0     |
| 0     | 90 a 94 | 0     |
| 4     | 85 a 89 | 0     |
| 0     | 80 a 84 | 8     |
| 8     | 75 a 79 | 8     |
| 16    | 70 a 74 | 20    |
| 20    | 65 a 69 | 28    |
| 8     | 60 a 64 | 8     |
| 24    | 55 a 59 | 12    |
| 60    | 50 a 54 | 52    |
| 40    | 45 a 49 | 44    |
| 20    | 40 a 44 | 24    |
| 32    | 35 a 39 | 24    |
| 8     | 30 a 34 | 16    |
| 16    | 25 a 29 | 24    |
| 16    | 20 a 24 | 8     |
| 16    | 15 a 19 | 8     |
| 20    | 10 a 14 | 32    |
| 36    | 5 a 9   | 44    |
| 20    | 0 a 4   | 8     |

## Economia
El 2007 la població en edat de treballar era de 509 persones, 393 eren actives i 116 eren inactives. De les 393 persones actives 373 estaven ocupades (202 homes i 171 dones) i 20 estaven aturades (6 homes i 14 dones). De les 116 persones inactives 41 estaven jubilades, 44 estaven estudiant i 31 estaven classificades com a «altres inactius».

### Ingressos
El 2009 a Ver-lès-Chartres hi havia 311 unitats fiscals que integraven 845 persones, la mediana anual d'ingressos fiscals per persona era de 22.524 €.

### Activitats econòmiques
Dels 21 establiments que hi havia el 2007, 3 eren d'empreses alimentàries, 7 d'empreses de construcció, 2 d'empreses de transport, 1 d'una empresa d'hostatgeria i restauració, 1 d'una empresa immobiliària, 4 d'empreses de serveis, 2 d'entitats de l'administració pública i 1 d'una empresa classificada com a «altres activitats de serveis».
Dels 5 establiments de servei als particulars que hi havia el 2009, 2 eren fusteries, 1 lampisteria, 1 electricista i 1 perruqueria.
Els 3 establiments comercials que hi havia el 2009 eren fleques.
L'any 2000 a Ver-lès-Chartres hi havia 10 explotacions agrícoles que ocupaven un total de 546 hectàrees.

## Equipaments sanitaris i escolars
El 2009 hi havia una escola elemental.

## Poblacions més properes
El següent diagrama mostra les poblacions més properes.